# Szymkowce (Ukraina)
Szymkowce (ukr. Шимківці, Szymkiwci) – wieś na Ukrainie, w obwodzie tarnopolskim, w rejonie tarnopolskim, w hromadzie Zbaraż.
W czasach Rzeczypospolitej miejscowość należała do dóbr Kołodno księcia Konstantego Ostrogskiego. W okresie zaboru rosyjskiego znajdowała się w powiecie krzemienieckim guberni wołyńskiej.  W dwudziestoleciu międzywojennym wieś i folwark Szymkowce leżały w Polsce, w gminie Zarudzie, a następnie w gminie Kołodno, obie w powiecie krzemienieckim województwa wołyńskiego.
Do 2020 w rejonie zbaraskim.